# 鱗状骨

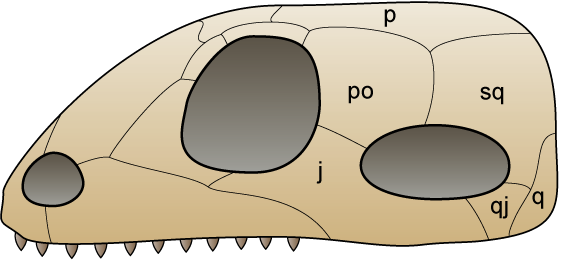
Sqで示された部分が鱗状骨

 鱗状骨とは高等脊椎動物の頭骨を成す骨の一つ。頭骨における頬の領域の主成分であり、側頭骨と耳孔の間にあり、眼窩を固定している。後方の骨すなわち口蓋複合体の後部要素である方形骨および翼状骨と連接する。頬骨が前後に接しており、方形頬骨が腹側に接している。ヒトを含む多くの哺乳類では、側頭骨を形成するために辺縁骨および耳骨房と癒合し、側頭鱗と呼ばれる状態になっている。

## 進化
単弓類では、顎は4つの骨要素で構成されており、関節が関節骨と方形骨の間にあるため、方形関節顎骨と呼ばれる。獣弓類（哺乳動物の祖先を含むより進化的な単弓類）では、顎は、歯骨と側頭骨の扁平部との間の関節接合部に単純化されているため、歯状鱗状骨と呼ばれる。獣弓類では、他の2本の骨が耳に入り込んでツチ骨とキヌタ骨になっている。角竜類のプロトケラトプス類やケラトプス類の鱗状骨は高度に巨大化し、首を守る盾状のフリルの両サイドを形成する。ケラトプス類の一部はその縁に皮骨の一種であるスパイク状の縁鱗状骨を発達させる。